# Петиция

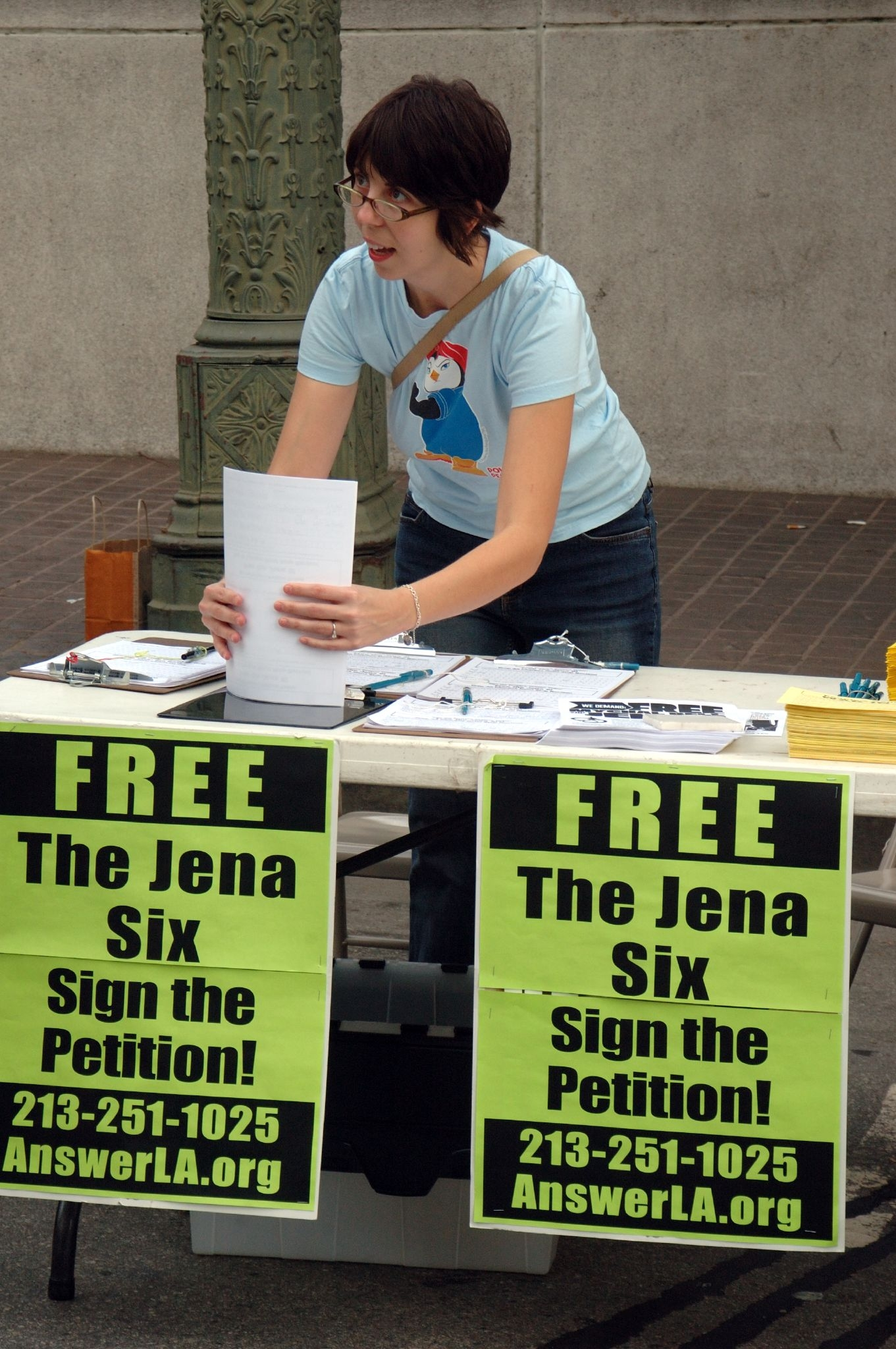
Сбор подписей под петицией

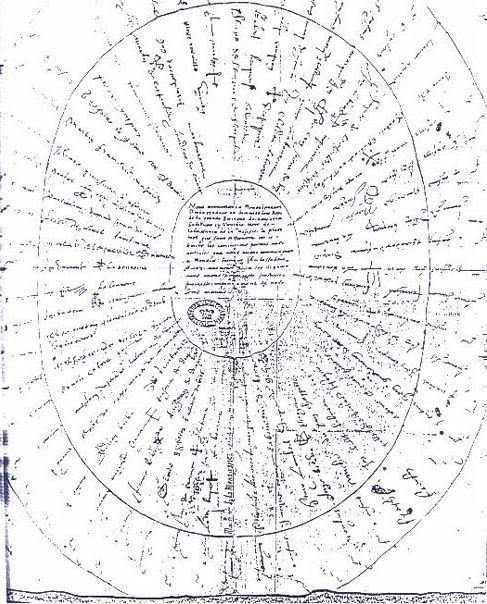
«Прошение о свободе» (1623 год), подписанное по кругу главами 56 семей Валлонии

Пети́ция (лат. petitio — запрос) — коллективное обращение (требование, запрос, прошение).
Появление института отправки петиций в органы публичной власти на начальном своем этапе было обусловлено естественной реакцией отдельных слоев населения на деспотизм авторитарной власти и сначала существовало как стихийное общественное движение. Лишь со временем направление петиций получило свое конституционно-правовое закрепление с учетом национальных политических, правовых и исторических особенностей тех или иных государств. Сегодня общепризнанным конституционным стандартом практически во всех демократических государствах являются обязательства органов публичной власти и их должностных и служебных лиц рассматривать обращения и инициативы граждан, их объединений и предоставлять по ним обоснованный ответ в установленный законодательством срок.
Петиции обычно адресуются органам власти или организациям. Могут подаваться письменно, устно или через интернет.
В некоторых странах петиция может подаваться не только гражданином, но и любым человеком (как лично, так и совместно с другими людьми). На право подавать петицию также могут быть установлены ограничения для некоторых категорий граждан (например, для военнослужащих в Испании).

## Великобритания
Страной, в которой впервые было урегулировано право граждан на направление петиций в органы власти являются Великобритания, которую вполне обоснованно в науке конституционного права принято считать родиной конституционализма. Фактически все ключевые для становления британской государственности конституционные акты — Великая хартия вольностей 1215 года, Петиция о праве 1628 года и Билль о правах 1689 года были приняты монархом под консолидированным давлением сначала представителей дворянства, а потом буржуазии.
В Великобритании петиция, подписанная более чем 200 гражданами, обязательна к рассмотрению государственными службами.
Интернет значительно упростил сбор необходимых подписей и усовершенствовал диалог граждан и избранных представителей государственной власти.

## Германия
В ФРГ функционирует Комитет Бундестага по петициям (нем. Petitionsausschuss) для рассмотрения ходатайств и жалоб, которых поступает от 20 до 50 тысяч в течение созыва. За годы своего существования указанный комитет зарекомендовал себя как институциональный посредник между парламентом и гражданами в решении насущных вопросов нормативно-правового характера. Комитет по петициям фактически играет роль коллективного омбудсмена в ФРГ.

## Франция
Во Франции петиции распределяет по компетентным постоянным комитетам председатель Национального собрания (нижней палаты парламента), которая уже и принимает решение (отправляет в другую комиссию, соответствующему министру для принятия решения, не предпринимает никаких действий или представляет на рассмотрение Национального собрания).

## Другие страны
Ряд конституций (например, Венгрии) признает право петиций не только за гражданами, но и за любым человеком. В некоторых странах (в Испании и др.) конституции устанавливают, что отдельные категории граждан (как правило военные, служащие органов безопасности и охраны порядка) могут использовать это право только в индивидуальном порядке.

## Известные петиции
Одной из самых известных петиций прошлого является Петиция рабочих и жителей Санкт-Петербурга 9 января 1905 года, с которой петербургские рабочие во главе со священником Георгием Гапоном шли к царю Николаю II в день «Кровавого воскресенья» 9 (22) января 1905 года.